# Choquinha-de-garganta-amarela
Formigueirinho-de-sclater ou choquinha-de-garganta-amarela (Myrmotherula sclateri) é uma espécie de ave da família Thamnophilidae.
Pode ser encontrada nos seguintes países: Bolívia, Brasil e Peru.
Os seus habitats naturais são: florestas subtropicais ou tropicais húmidas de baixa altitude.